# Бюггвир
Бю́ггвир (др.-сканд. Byggvir, Beyggvir, Bøggvir) — в скандинавской мифологии слуга бога Фрейра, персонификация ячменя.

## Этимология
Byggvir происходит от древнескандинавского bygg («ячмень») и может переводиться как «демон ячменя». В другом значении byggvir — это «житель» (от др.-сканд. byggja, «поселяться»).

## Бюггвир в древнескандинавских источниках
Бюггвир упоминается в тексте «Старшей Эдды» («Перебранка Локи», предисловие и строфы 43-46), где он называется в числе присутствующих на пиру богов. Бюггвир, вступившись за Фрейра, пригрозил оскорбившему его Локи, после чего произошел следующий обмен репликами:

«Локи [сказал:]

44«Что там за мелочь

виляет хвостом,

пресмыкаясь пред сильными?

Вечно подачек

ты просишь у Фрейра,

за жерновом ноя».

[Бюггвир сказал:]

45«Бюггвир зовусь,

меж людей и богов

быстрым прослыл я;

почётно сидеть мне

с сынами Хрофта

на пиршестве пышном».

[Локи сказал:]

46«Ты, Бюггвир, молчи!

Не умел никогда ты

пищу подать;

не ты ль под столами

в соломе скрывался

при каждом сраженье!»

В других эддических текстах Бюггвир более не встречается.

## Интерпретации и мнения
Несмотря на его однократное упоминание в древнескандинавских источниках, в фигуре Бюггвира видят божество (или, по меньшей мере, полевого духа). Роль и значение Бюггвира подтверждаются приглашением его на пир богов, в котором он принимает участие. Возможно, что изначально он считался сверхъестественным существом, чья функция состояла в наблюдении за ростом ячменя. Если Бюггвир действительно является персонификацией ячменя (а в некоторых переводах имя Бюггвир даже заменяется словом «Ячмень»), он практически уникален в скандинавской мифологии, в которой подобные персонажи в целом не характерны. С другой стороны, упоминание Бюггвира только в тексте «Перебранки Локи» может указывать на то, что он является всего лишь выдумкой автора этого эддического текста.
В соответствии с другими мнениями Бюггвир являлся:
- покровителем посевов[15],
- ипостасью Фрейра[16],
- духом зерна[16],
- воплощением урожая, дающего необходимый для пира хмельной напиток[17],
- олицетворением мельничных отходов (мякины[18]) — наряду с навозом (персонифицированным в Бейле) одного из двух элементов, использовавшихся в сельском хозяйстве для удобрения почвы и поэтому считавшихся преданными слугами бога плодородия Фрейра[19].

В паре Бюггвир-Бейла видели:
- два ложных солнца, прислуживающих Фрейру как солнечному божеству[18],
- дуновения лета, слегка сгибающие ветки и стебельки[20],
- воздушных эльбов, олицетворяющих качание волн при тихой погоде[20],
- мирных крестьян из окружения бога земледелия Фрейра[21][22].

От Бюггвира проводили лингвистические и мифологические параллели к римскому богу — смотрителю запасов зерна Консу, финскому богу полей и посевов Пекко (фин. Pekko), персонажу англосаксонской мифологии Беову (др.-англ. Beow), связанного с ячменём и сельским хозяйством в целом, известному в английском фольклоре Джону Ячменное Зерно, а также к герою Толкина Барлиману Баттербуру (англ. Barliman Butterbur).
Различные предположения высказаны и в отношении того, к какому классу мифологических персонажей следует отнести Бюггвира: признать его божественным или полубожественным существом, либо земным человеком. Однако в любом случае он может быть включён в группу персонажей эддических мифов, личная индивидуальность которых ограничивается собственными именами и их отношением к другому персонажу (в данном случае Фрейру).
Французский лингвист, мифолог и филолог Жорж Дюмезиль, посвятивший Бюггвиру и его жене Бейле отдельную работу, пришёл к выводу, что образ Бюггвира является не более чем персонификацией ячменя, искусственно введённой автором «Перебранки Локи» и не имеющей под собою какой-либо мифологической или религиозной основы.
В неоязыческом движении Асатру считается, что Бюггвир распределяет муку с волшебной мельницы Гротти.